# 五里镇 (贵港市)
五里镇，是中华人民共和国广西壮族自治区贵港市覃塘区下辖的一个乡镇级行政单位。

## 行政区划
五里镇下辖以下地区：
五里社区、林村、垌心村、云表村、龙贵村、大成村、东流村和榕木村。